# Планкет, Робер
Жан Робе́р Жюлье́н Планке́т (фр. Jean Robert Julien Planquette; 31 июля 1848, Париж — 28 января 1903, там же) — французский композитор, автор комических опер, или оперетт, из которых наиболее известны «Корневильские колокола» и «Рип Ван Винкль».

## Биография
Планкет родился в семье певца. Учился в Парижской консерватории (в частности, у Жюля Дюпрато), которую из-за нехватки средств не смог закончить. Затем работал пианистом в кафе, певцом (у него был хороший тенор), сочинял песенки.
В 1867 г. сочинил песню «Полк Самбры-и-Мааса» на стихи Поля Сезано, в дальнейшем сделавшуюся чрезвычайно популярной; по собственному признанию, продал ноты издателю за 14 франков, поскольку был очень голоден
В 1872 г. написал первую оперетту, «Бойся фараона» (Méfie-toi de Pharaon). Успех средний. За ней последовали ещё 3 оперетты.
1876: директор театра «Фоли Драматик» (Folies Dramatiques) предлагает Планкету написать оперетту для его театра. В следующем году эта оперетта, знаменитые «Корневильские колокола» (Les cloches de Corneville), появляется на сцене и имеет сенсационный успех: 480 представлений в Париже, 708 — в Лондоне. Уже в 1886 году в Париже состоялось тысячное представление этой оперетты.
Музыка «Корневильских колоколов» и других лучших оперетт Планкета отличается красочной романтичностью, изысканным кружевным изяществом мелодий.
Несколько следующих оперетт были встречены прохладно, лишь «Les voltigeurs de la 32ème» хорошо приняли в Лондоне (1880), где эта оперетта шла под названием «Старый гвардеец» (The Old Guard).
Повторить триумф Планкету удалось только в 1882 году, когда в Лондоне, а чуть позже и в Париже, появилась оперетта «Рип Ван Винкль» (в Париже она называлась просто «Rip»). В основу либретто была положена одноимённая сказка Вашингтона Ирвинга. Два года спустя Лондон (снова раньше, чем Париж) принял оперетту «Нелл Гвин», хотя намного менее восторженно, чем «Рип»; в Париже эта оперетта провалилась.
Остальные оперетты Планкета значительного успеха не имели. Последняя оперетта, «Рай Магомета», осталась незаконченной; её оркестровку выполнил Л. Ганн в 1906 году.

## Творчество
Список оперетт Планкета:
- Méfie-toi de Pharaon (1872)
- Le serment de Mme Grégoire (1874)
- Paille d’avoine (1874)
- Le valet de cœur (1875)
- Корневильские колокола (Париж, 1877)
- Le chevalier Gaston (Монте Карло, 1879)
- Les voltigeurs de la 32ème (Париж, 1880)
- La cantinière (Париж, 1880)
- Les chevaux-légers (Париж, 1882)
- Рип ван Винкль (Rip van Winkle, Лондон, 1882)
- Нелл Гвинн (Nell Gwynne, Лондон, 1884)
- La crémaillère (Париж, 1885)
- Сюркуф (Surcouf, Париж, 1887)
- Captain Thérèse (Лондон, 1890)
- La cocarde triocolore (Париж, 1892)
- Le talisman (Париж, 1893)
- Panurge (Париж, 1895)
- Mam’zelle Quat’sous (Париж, 1897)
- Le fiancé de Margot (1900)
- Le paradis de Mahomet (Париж, 1906)